# Lliga de Catalunya
|  | No s'ha de confondre amb el partit polític creat el 1977 anomenat Lliga de Catalunya-Partit Liberal Català.. |

La Lliga de Catalunya fou una agrupació política catalanista fundada el 5 de novembre de 1887 a Barcelona per un grup de membres d'ideologia conservadora del Centre Català (Joan Josep Permanyer i Ayats, Àngel Guimerà, Eusebi Güell i Bacigalupi i Lluís Domènech i Montaner) descontents per l'elecció de Valentí Almirall com a president, i pels membres del Centre Escolar Catalanista (també conservadors), com Francesc Cambó, Enric Prat de la Riba, Narcís Verdaguer i Callís, Lluís Duran i Ventosa i Josep Puig i Cadafalch. Es proposen defensar els interessos morals, polítics i econòmics de Catalunya i modificar la legislació per a aconseguir-ho. S'hi adheriren el Centre Escolar Catalanista, el Centre Català Provençalenc, l'Associació Catalanista de Reus i el diari La Veu del Montserrat, però com a independents. El reusenc Bernat Torroja proposà la creació d'un gran Consell Regional Català excessivament descentralitzat, però no fou acceptada. Endemés, la proposta afirmativa a l'Exposició Universal de Barcelona de 1888 va aplegar al seu voltant nombrosos intel·lectuals conservadors i catalanistes moderats.
La sessió inaugural de 5 de novembre escollí Pau Sans i Guitart com a president, i endemés de l'adhesió a l'Exposició es va recollir un programa de cinc punts:
- Reivindicació de l'oficialitat del català.
- Proteccionisme econòmic.
- Conservació i reforma del dret català.
- Dur a terme una política catalanista, però oberta a altres regions.
- Realitzar una activa campanya propagandista, oberts a presentar-se a eleccions.

Patrocinà la candidatura que guanyà les eleccions per a formar el consistori dels Jocs Florals del 1888, que ajornaren, malgrat la protesta i la posterior separació del Centre Català, per tal que hi assistís com a reina de la festa la regent Maria Cristina d'Habsburg-Lorena, a la qual adreçaren una petició (el Missatge a la Reina Regent) per a demanar-li una àmplia autonomia per a Catalunya. El 1889, inicià la campanya contra el nou codi civil espanyol, que atemptava contra el règim jurídic català, i assolí un èxit important. Fou una de les principals entitats que formaren la Unió Catalanista, i prengué part en l'Assemblea de Manresa, que redactà el 1892 les Bases de Manresa. La majoria dels seus membres s'integraren en la Lliga Regionalista el 1901.